# Neuropeltis
Genre
Neuropeltis Wall. est un genre de plantes de la famille des Convolvulaceae.

## Liste d'espèces
Selon Catalogue of Life (8 décembre 2017) :
- Neuropeltis acuminata (P. Beauv.) Benth.
- Neuropeltis aenea Good
- Neuropeltis alnifolia J. Lejoly & S. Lisowski
- Neuropeltis eladii Breteler
- Neuropeltis incompta Good
- Neuropeltis indochinensis Ooststr.
- Neuropeltis laxiflora J. Lejoly & S. Lisowski
- Neuropeltis occidentalis Breteler
- Neuropeltis prevosteoides Mangenot
- Neuropeltis pseudovelutina J. Lejoly & S. Lisowski
- Neuropeltis racemosa Wall. in Roxb.
- Neuropeltis sanguinea Good
- Neuropeltis velutina Hall. fil.

Selon NCBI (8 décembre 2017) :
- Neuropeltis acuminata
- Neuropeltis indochinensis

Selon The Plant List (8 décembre 2017) :
- Neuropeltis acuminata (P. Beauv.) Benth.
- Neuropeltis aenea R.D. Good
- Neuropeltis cairica Sw.
- Neuropeltis gilletii De Wild.
- Neuropeltis hallebanda Schweinf.
- Neuropeltis hederacea Jacq.
- Neuropeltis hispida Roem. & Schult.
- Neuropeltis incompta R.D. Good
- Neuropeltis involucrata P. Beauv.
- Neuropeltis leari Pax
- Neuropeltis paniculata P. Braun
- Neuropeltis prevosteoides Mangenot
- Neuropeltis pseudovelutina Lejoly
- Neuropeltis racemosa Wall.
- Neuropeltis reptans Poir.
- Neuropeltis sagittata Desf.
- Neuropeltis sanguinea R.D. Good
- Neuropeltis velutina Hallier f.

Selon Tropicos (8 décembre 2017) (Attention liste brute contenant possiblement des synonymes) :
- Neuropeltis acuminata (P. Beauv.) Benth.
- Neuropeltis aenea R.D. Good
- Neuropeltis anomala Pierre ex De Wild.
- Neuropeltis cairica Sw.
- Neuropeltis eladii Breteler
- Neuropeltis gilletii De Wild.
- Neuropeltis hallebanda Schweinf.
- Neuropeltis hederacea Jacq.
- Neuropeltis hispida Roem. & Schult.
- Neuropeltis incompta R.D. Good
- Neuropeltis indochinensis Ooststr.
- Neuropeltis integripetala (Merr. & Chun) C.Y. Wu
- Neuropeltis involucrata P. Beauv.
- Neuropeltis laxiflora Lejoly & Lisowski
- Neuropeltis leari Pax
- Neuropeltis maingayi Peter ex Ooststr.
- Neuropeltis malabarica Ooststr.
- Neuropeltis occidentalis Breteler
- Neuropeltis ovata Wall.
- Neuropeltis paniculata P. Braun
- Neuropeltis prevosteoides Mangenot
- Neuropeltis pseudovelutina Lejoly
- Neuropeltis racemosa Wall.
- Neuropeltis reptans Poir.
- Neuropeltis sagittata Desf.
- Neuropeltis sanguinea R.D. Good
- Neuropeltis velutina Hallier f.
- Neuropeltis vermoesenii De Wild.